# まきちゃんぐ
まきちゃんぐ（1987年9月19日 - ）は、日本の女性シンガーソングライター。岡山県総社市出身。本名：松本 真希（まつもと まき）。

## 概要
- 2008年にメジャーデビュー。アーティストネームは、高校時代にライブハウスの店長に「makichang」と出演者ブッキングノートに書かれたことに由来する[2]。主にピアノの弾き語りによる演奏スタイルで、自ら作詞作曲も行う。
- 同じくシンガーソングライターの中島みゆきと同じ事務所に所属していること、歌唱スタイルと歌詞の世界観が中島のそれを彷彿とさせること、ラジオなどのおしゃべりと曲との間にギャップがあることなどから、「平成の中島みゆき」と称されることもある[3]。
- ダーツプレイヤーの松本嵐は実兄。
- 初めての学園祭ライブは駿河台大学（2011年10月22日駿河台大学presents HITS! THE TOWN SPECIALにゲスト出演）。
- 信長の野望シリーズの熱狂的ファンで、ラジオ番組などで、その話をしている。

## 略歴
- 小学生時代にピアノと合唱を始め、音楽に触れる。中・高校時代は吹奏楽でトランペットの演奏に取り組むかたわら、バンドを結成し、ギターボーカルを担当する[2]。
- 2005年
  - 12月、バンドの解散を機にソロ活動を開始。ライブハウスを中心に音楽活動を行う。
- 2006年
  - 3月、テレビ朝日系『THE STREET FIGHTERS』主催のイベント『姫祭り』に出場し、決勝戦2位を記録。
  - 11月、ヤマハ音楽振興会が主催するTEENS' MUSIC FESTIVALに、中国四国地方代表として全国大会まで勝ち残る。これがデビューのきっかけとなる。
- 2007年
  - 12月5日、配信限定シングル「まきちゃんぐ」を発表。
- 2008年
  - 1月23日、シングル「ハニー/ちぐさ」でVAPよりメジャーデビュー。
  - 12月3日、初のアルバム『知と性、毛布とセックス』を発表。
- 2011年、映画『聨合艦隊司令長官 山本五十六～太平洋戦争70年目の真実～』のラブ・テーマを担当。
- 2012年、初のベスト・アルバム『Single Collection 2008-2011』を発表。
- 2013年、自身のレーベル「little dude」を立ち上げ、セルフプロデュースによる活動を開始。

## ディスコグラフィ

### CDシングル
|     | 発売日         | タイトル       | 規格品番   | 収録曲 | 備考 |
| --- | -------------- | -------------- | ---------- | --- | --- |
| 1st | 2008年1月23日  | ハニー／ちぐさ | VPCC-82248 | 1. ハニー 【作詞作曲:まきちゃんぐ/編曲:佐藤準】 2. ちぐさ 【作詞作曲:まきちゃんぐ/編曲:佐藤準】 3. ハニー（Piano Version） 4. ハニー（カラオケ） 5. 雨と傘と繋いだ手（カラオケ）                                   | 「ハニー」：テレビ朝日系『恋愛百景』エンディングテーマ 「ちぐさ」：映画『海より上 屋上より下』イメージソング オリコン最高149位                                  |
| 2nd | 2008年5月14日  | 煙             | VPCC-82253 | 1. 煙 【作詞作曲:まきちゃんぐ/編曲:Taisuke Sawachika】 2. 雨と傘と繋いだ手 【作詞作曲:まきちゃんぐ/編曲:Taisuke Sawachika】 3. 煙（カラオケ） 4. 雨と傘と繋いだ手（カラオケ）                                      | 日本テレビ系アニメ『秘密 〜The Revelation〜』エンディングテーマ オリコン最高115位                                                                               |
| 3rd | 2008年11月5日  | 鋼の心         | VPCC-82264 | 1. 鋼の心 【作詞作曲:まきちゃんぐ/編曲:坂本昌之】 2. からまる毛糸 【作詞作曲:まきちゃんぐ/編曲:佐藤準】 3. 鋼の心（Piano Version） 【作詞作曲編曲:まきちゃんぐ】 4. 鋼の心（カラオケ） 5. からまる毛糸（カラオケ） | 日活配給映画『青い鳥』オープニングテーマ オリコン圏外 |
| 4th | 2009年6月24日  | 愛の雫         | VPCC-82281 | 1. 愛の雫 【作詞作曲:まきちゃんぐ/編曲:鈴木Daichi秀行】 2. レイン 【作詞作曲:まきちゃんぐ/編曲:井上鑑】 3. サプリ 【作詞作曲:まきちゃんぐ/編曲:井上鑑】 4. 泣きたい夜に 【作詞作曲編曲:まきちゃんぐ】              | 毎日放送2009年6月度『おいしいうた』使用曲（『ちちんぷいぷい』、『MBSうたぐみ Smile×Songs』など） 第25回国民文化祭・おかやま2010イメージソング オリコン最高119位 |
| 5th | 2009年11月18日 | 鼓動           | VPCC-82289 | 1. 鼓動 【作詞作曲:まきちゃんぐ/編曲:鈴木Daichi秀行】 2. 罪の果実 【作詞作曲:まきちゃんぐ/編曲:鈴木Daichi秀行】 3. 鼓動（Acoustic Version） 4. 鼓動（カラオケ） 5. 罪の果実（カラオケ）                            | 日本テレビ系『歌スタ!!』11月度エンディングテーマ オリコン最高191位                                                                                              |
| 6th | 2011年1月26日  | 愛と星         | VPCC-82296 | 1. 愛と星 【作詞作曲:まきちゃんぐ/編曲:鈴木Daichi秀行】 2. 愛と星（カラオケ） | 日本テレビ系ドラマ『デカワンコ』主題歌 オリコン最高84位、登場回数3回                                                                                            |
| 7th | 2013年6月5日   | マジック       | DDCZ-1878  | 1. マジック 【作詞作曲:まきちゃんぐ】 2. 山鳩 【作詞作曲:まきちゃんぐ】 3. トゲトゲ 【作詞作曲:まきちゃんぐ】 | オリコン圏外 |

### 配信限定シングル
曲目の*は2015年現在CD化されていない音源である。
|     | 発売日         | タイトル                          | 曲目                                                                          | 備考 |
| --- | -------------- | --------------------------------- | ----------------------------------------------------------------------------- | --- |
| 1st | 2007年12月5日  | まきちゃんぐ                      | 1. 雨と傘と繋いだ手* 2. メトロノーム* 3. からまる毛糸* 4. ハニー (Live ver.)* | いずれもCD未収録。 シングル等に収録されている同名曲も、この配信版とはアレンジ等が異なる。 |
| 2nd | 2008年11月5日  | さなぎ                            | 1. さなぎ                                                                     | 日活配給映画『青い鳥』エンディングテーマ。アルバム『知と性、毛布とセックス』に収録された。 |
| 3rd | 2010年8月4日   | 満海                              | 1. 満海 2. 明日の空 (ちゃんぐ version)*                                       | 1. 毎日放送・TBS系『となりのマエストロ』7-9月エンディングテーマ。アルバム『ワタシノウタ』に収録された。#オムニバスアルバム『すごくおいしいうた』収録曲をソロでカバー。                                |
| 4th | 2010年9月8日   | 愛と愛の間に                      | 1. 愛と愛の間に 2. あの丘へ行こう (大阪 Live version)*                        | 日本テレビ系『誰だって波瀾爆笑』8-10月エンディングテーマ。 アルバム『ワタシノウタ』に収録された。 |
| 5th | 2010年10月27日 | 夢だもの                          | 1. 夢だもの 2. 貴方のいない部屋に慣れる日が来るまで                           | 1. 中島みゆきのアルバム『真夜中の動物園』収録曲のカバー。 2. 日本テレビ系『NNNストレイトニュース』ウェザーテーマ、『ギブアップ嬢』エンディングテーマ。 ※2曲ともアルバム『ワタシノウタ』に収録された。 |
| 6th | 2012年1月11日  | まきちゃんぐ シングルコレクション | 1. ハニー 2. 煙 3. 鋼の心 4. 愛の雫 5. 鼓動 6. 愛と星                         | 1st～6thまでのシングルA面曲を集成した配信EP。 |

### アルバム
|      | 発売日         | タイトル                    | 規格品番   | 収録曲 | 備考              |
| ---- | -------------- | --------------------------- | ---------- | --- | ----------------- |
| 1st  | 2008年12月3日  | 知と性、毛布とセックス      | VPCC-81614 | 1. 9cm のプライド 【作詞作曲:まきちゃんぐ/編曲:澤近泰輔】 2. レプリカ 【作詞作曲:まきちゃんぐ/編曲:根岸孝旨】 3. 鋼の心 【作詞作曲:まきちゃんぐ/編曲:坂本昌之】 4. あの丘へ行こう 【作詞作曲:まきちゃんぐ/編曲:鈴木Daichi秀行】 5. メトロノーム 【作詞作曲編曲:まきちゃんぐ】 6. ハニー 【作詞作曲:まきちゃんぐ/編曲:佐藤準】 7. さなぎ 【作詞作曲編曲:まきちゃんぐ】 8. 煙 【作詞作曲:まきちゃんぐ/編曲:澤近泰輔】 9. ポラロイド 【作詞作曲:まきちゃんぐ/編曲:根岸孝旨】 10. 「愛してる」が聞こえない 【作詞作曲:まきちゃんぐ/編曲:澤近泰輔】 11. 砂の城 【作詞作曲:まきちゃんぐ/編曲:坂本昌之】 | オリコン最高140位 |
| 2nd  | 2011年2月16日  | ワタシノウタ                | VPCC-81695 | 1. 世界の終わり 【作詞作曲:まきちゃんぐ/編曲:根岸孝旨】 2. 愛しさが止まらない 【作詞作曲:まきちゃんぐ/編曲:根岸孝旨】 3. 愛と愛の間に 【作詞作曲:まきちゃんぐ/編曲:佐藤準】 4. 満海 【作詞作曲:まきちゃんぐ/編曲:澤近泰輔】 5. 愛と星 【作詞作曲:まきちゃんぐ/編曲:鈴木Daichi秀行】 6. 貴方のいない部屋に慣れる日が来るまで 【作詞作曲:まきちゃんぐ/編曲:末光篤,竹上良成】 7. 灰色のピアノ 【作詞作曲:まきちゃんぐ/編曲:佐藤準】 8. 鼓動 【作詞作曲:まきちゃんぐ/編曲:鈴木Daichi秀行】 9. 名前 【作詞作曲:まきちゃんぐ/編曲:末光篤】 10. 大都会のモンスター 【作詞作曲:まきちゃんぐ/編曲:根岸孝旨】 11. 愛の雫 【作詞作曲:まきちゃんぐ/編曲:鈴木Daichi秀行】 12. 夢だもの 【作詞作曲:中島みゆき/編曲:佐藤朋生】 | オリコン最高75位  |
| ミニ | 2011年12月14日 | 誰が為に鐘は鳴る            | VPCC-81720 | 1. 誰が為に鐘は鳴る 【作詞作曲:まきちゃんぐ/編曲:佐藤準】 2. 光 【作詞作曲:まきちゃんぐ/編曲:牧戸太郎】 3. 恋 【作詞:まきちゃんぐ/作曲:松本俊明/編曲:牧戸太郎】 4. ベランダ 【作詞作曲:まきちゃんぐ/編曲:牧戸太郎】 5. 海月 【作詞:まきちゃんぐ/作曲:末光篤/編曲:末光篤,牧戸太郎】 | オリコン最高165位 |
| Best | 2012年6月20日  | Single Collection 2008-2011 | VPCC-84183 | 1. ハニー 2. ちぐさ 3. 煙 4. 雨と傘と繋いだ手 5. 鋼の心 6. からまる毛糸 7. 愛の雫 8. レイン 9. サプリ 10. 泣きたい夜に 11. 鼓動 12. 罪の果実 13. 愛と星 14. 誕生 15. 誰が為に鐘は鳴る | オリコン最高162位 |
| 3rd  | 2014年12月3日  | パンドラ                    | DQC-1424   | 1. 八日目の蝉 【全曲作詞作曲:まきちゃんぐ/編曲:牧戸太郎】 2. パンドラの箱はオルゴール 【編曲:北園みなみ】 3. 凪 【編曲:Akeboshi】 4. マジック (album mix) 【編曲:牧戸太郎】 5. そうじゃろ 【編曲:牧戸太郎】 6. 蝮（*マムシ）【編曲:TOM(HONDENA & THB)】 7. 愛してる 【編曲:池永正二(あらかじめ決められた恋人たちへ)】 8. レイン (acoustic live ver.) 【編曲:生島佳明】 | オリコン圏外      |
| 4th  | 2017年9月8日   | ハナ                        | FQCA-1023  | 1. あなたはモルヒネ【全曲作詞作曲:まきちゃんぐ/編曲:澤近泰輔】 2. アイノカタマリ【編曲:澤近立景】 3. 愛、厭、愛【編曲:まきちゃんぐ、（島田光理）】 4. シアワセノタイヨウ【編曲:篠原太郎、まきちゃんぐ】 5. 赤い糸【編曲:杉恵ゆりか】 6. だって、女に生まれたの。【編曲:澤近立景】 7. 木漏れ日の中で、夏【編曲:篠原太郎、まきちゃんぐ】 8. NORA【編曲:杉恵ゆりか、（SUGiE＆Lilly）】 9. 残響のワルツ【編曲:澤近泰輔】 10. hibari【編曲:篠原太郎、まきちゃんぐ】 11. パン【編曲:まきちゃんぐ】 | ー                |

### 参加作品
- 明日の空（2010年1月20日）
  - コンピレーション・アルバム『すごくおいしいうた[6]』の13曲目に収録。おいしいうたファミリー[7]の一員として参加。
- 未来の花束（2011年11月2日）
  - ぷいぷい軽音部[8]の一員として参加。
- 映画「聨合艦隊司令長官 山本五十六～太平洋戦争70年目の真実～」 - ラブ・テーマ「誰が為に鐘は鳴る」を担当
- 岡山トヨタ自動車株式会社 創立70周年を記念したCMイメージソング 「あいの輪」 作詞、Vo.を担当 (2015年)
- 岡山で安心して結婚、妊娠・出産、子育てするための情報ポータルサイト「おかやま はぐくまーれ」に、アルバムパンドラに収録されている全編岡山弁の楽曲「そうじゃろ」が採用された[9]
- 5,000円札の樋口一葉がPJ-POPシンガー」としてデビュー！？ ソニープレイステーション４ PR動画   「S4®が新価格」：新型「PS4」×『ペルソナ5』のVo.として参加（2016年）
- ご飯がススム～キムチをかけた争い編～ 株式会社ピックルスコーポレーションの商品「ご飯ススムキムチ」のCMにVo.として参加（2016年）|「ご飯がススム～キムチをかけた争い編～」
- フジテレビ 山崎豊子ドラマSP「女の勲章」 オープニングメインテーマ曲のコーラスとして参加（2017年）
- TBSドラマ「カンナさーん!」得田真裕さんサントラ収録曲「4.ピンチは笑顔で、はね返せ！！」「24.ごめんね、忙しいママで」のコーラスとして参加(2017年)
- 沖縄市観光PR映像「チムドンドンコザ」の作詞、Vo.を担当(2018年)

## ミュージックビデオ
| 監督         | 曲名                           |
| 宿野高平     | 「メトロノーム」               |
| 兼重淳       | 「ハニー」                     |
| 川村ケンスケ | 「愛の雫」                     |
| 河谷英夫     | 「煙」                         |
| 坂井妙子     | 「愛と星」「誰が為に鐘は鳴る」 |
| 谷聰志       | 「鋼の心」                     |
| 不明         | 「鼓動」                       |
| 不明         | 「満海」                       |
| 不明         | 「ハナ(トレーラー動画)」       |
| 不明         | 「赤い糸」                     |

## 出演

### ラジオレギュラー番組
- TWILIGHT PAVEMENT「音の伝承」（FM岡山、隔週水曜日アシスタント出演）
- 牛島俊明ドリームファクトリー「まきちゃんぐの"そうしまSHOW"」（FM岡山、2008年4月 - ）
- The Nutty Radio Show 鬼玉「まきちゃんぐのだいたいオッケー」（NACK5、2008年7月 - 2009年12月23日 ）
- MBSサウンドキングダム（MBSラジオ、2008年10月 - 2009年3月 ）
- まきちゃんぐの好きにさせてよ!（ラジオ日本、2011年11月 - 2012年1月 ）

### 雑誌連載
- 恋愛家庭教師! まきちゃんぐオススメの「ゴールデンデートプランin岡山」（『タウン情報おかやま』 、2008年3月 - 8月）

## 主なライブ

### ワンマンライブ・主催イベント
- 2013年 - だって女に生まれたの。vol.2
  - 9月8日 岡山CRAZYMAMA KINGDOM
  - 9月13日 心斎橋JANUS
- 2014年 - だって女に生まれたの。vol.3
  - 9月19日 岡山CRAZYMAMA KINGDOM
- 2015年 - 「パンドラ」リリースワンマン
  - 1月21日 代官山LOOP
  - 2月24日 心斎橋JANUS
  - 2月25日 岡山ルネスホール
- 2015年 - アコースティックライヴ「もうひとつのパンドラ」
  - 7月17日 京都SOLE CAFE
  - 7月19日 岡山城下公会堂
  - 7月30日 大阪cafe ROOM
  - 7月31日 神戸cafe FISH
  - 8月7日 東京 com.cafe 音倉
  - 8月8日 東京 com.cafe 音倉
- 2015年 - だって女に生まれたの。vol.4
  - 9月19日 岡山CRAZYMAMA KINGDOM
- 2015年 - 「Little Day&Little Days」 ～Christmas Special Request Live～
  - 12月14日 二子玉川KIWA
  - 12月21日 心斎橋Janusdining
  - 12月24日 岡山KINGDOM 300°ステージ
- 2016年 -  プライベートワンマン『つきづきのまき』
  - 5月15日 ～さつきのまき～  三軒茶屋グレープフルーツムーン
  - 6月25日 ～みなづきのまき～ 三軒茶屋グレープフルーツムーン
  - 7月30日 ～ふみづきのまき～ 三軒茶屋グレープフルーツムーン
- 2016年 - だって女に生まれたの。vol.5
  - 9月18日 岡山CRAZYMAMA KINGDOM
  - 9月20日 心斎橋JANUS
  - 9月26日 渋谷7th FLOOR
- 2017年 - だって女に生まれたの。vol.6
  - 9月18日 渋谷gee-ge
  - 9月19日 心斎橋JANUS
  - 9月30日 岡山CRAZYMAMA KINGDOM
- 2017年 - Piano Cafe Musik 3周年記念 まきちゃんぐコンサート
  - 11月18日 栃木Piano Cafe Musik
- 2017年 - 「Little Day&Little Days」ハナリリース記念&クリスマススペシャルワンマン
  - 12月9日 名古屋K.Dハポン
  - 12月10日 京都SecondRooms(昼夜2公演)
  - 12月15日 岡山城下公会堂
  - 12月16日 岡山CRAZY MAMA KINGDOM
  - 12月24日 南青山MANDALA
- 2018年 - まきちゃんぐ10thAnniversary「わたしがうたうということ」前夜祭現在公演が予定されているライブ・イベント
  - 5月16日 吉祥寺スターパインズ*
  - 5月18日 心斎橋JANUS*
- 2018年 - まきちゃんぐ10thAnniversaryワンマン「わたしがうたうということ」
  - 6月30日 岡山ルネスホール*
  - 7月15日 東京キネマ倶楽部*
- 2018年 - まきちゃんぐ10thAnniversaryワンマン「わたしがうたうということ」後夜祭
  - 7月21日 渋谷gee-ge*

### 出演イベント
- 2009年07月26日 - SETSTOCK'09
- 2009年10月11日 - MBSうたぐみ 音晴 大阪城野外音楽堂
- 2010年05月10日 - Astro Hall 10th Anniversary The song to you
- 2010年08月01日 - SETSTOCK'10
- 2011年07月11日 - 音霊 OTODAMA SEA STUDIO 2011 「やさしさに包まれたなら2011」
- 2012年05月04日 - 第2回ちちんぷいぷい音楽祭～未来の花束～
- 2012年08月26日 - DISK GARAGE MUSIC MONSTERS -2012 summer-
- 2013年03月15日 - 山鳩の鳴く夜 ～Wait Room～ 名古屋公演
- 2013年04月19日 - FLAMINGO★SPECIAL NIGHT
- 2013年04月30日 - con affetto -op.1-
- 2013年07月13日 - 山鳩の鳴く夜 ～wait room 2～
- 2013年10月13日 - おかやま国際音楽祭2013 ガールズミュージックコレクション
- 2013年11月22日 - 縁祭りvol.1秋
- 2014年02月06日 - Beautiful Song Box
- 2014年09月25日 - Listen To The Music
- 2014年11月07日 - Schroeder-Headz×まきちゃんぐ
- 2015年03月20日 - ちゃまコン5
- 2015年06月16日 - JANUSな糸
- 2015年08月13日 - あたいの夏休み
- 2015年09月21日 - MUSIC TRIBE 2015 前夜祭
- 2015年09月27日 - おかやま マチノブンカサイ（植田章敬とまきちゃんぐ）
- 2015年10月23日 - 生誕彩 2015 「3038ｇ」 渋谷eggman
- 2015年11月01日 - 生誕彩 2015 「3038ｇ」 大阪JANUSdining
- 2016年01月15日 - 山鳩の鳴く夜 東京公演
- 2016年01月16日 - 山鳩の鳴く夜 岡山公演
- 2016年01月17日 - 山鳩の鳴く夜 大阪公演
- 2016年03月10日 - 夢見るノンフィクション
- 2016年04月14日 - JANUS EIGHTY EIGHT
- 2016年05月29日 - メロディーキッチンPresents 『LIVERALLY』 JANUSdining
- 2016年06月03日 - Flavor ～まきちゃんぐ × 半崎美子～
- 2016年06月17日 - 山鳩の鳴く、雨の夜 名古屋公演
- 2016年06月18日 - 山鳩の鳴く、雨の夜 京都公演
- 2016年06月19日 - 山鳩の鳴く、雨の夜 横浜公演
- 2016年08月28日 - 矢野まき×まきちゃんぐ
- 2016年10月01日 - GO AROUND JAPAN 2016
- 2016年11月05日 - 杉恵ゆりか「スキ？キライ？スキ？キライ？スキ？キライ？スキ！！！！！」大阪公演
- 2016年11月23日 - 杉恵ゆりか「スキ？キライ？スキ？キライ？スキ？キライ？スキ！！！！！」代官山公演
- 2016年11月27日 - COLORS ～まきちゃんぐ × 初音～(昼夜2公演)
- 2016年12月16日 - Mountain Luck 4
- 2016年12月25日 - HUG ROCK FESTIVAL 2016 12/25
- 2017年01月19日 - 唄 －UTA－ まきちゃんぐ × 宮崎薫
- 2017年01月22日 - かんだりと。⑦
- 2017年02月05日 - 歌歌2017 横浜エリー港のサリー
- 2017年03月08日 - 唄 ーUTA－ まきちゃんぐ、宮崎薫、見田村千晴、カヨコ
- 2017年04月29日 - HUG ROCK FESTIVAL 2017 ハグ誕
- 2017年05月06日 - CASHBOX 22nd SpecialLive
- 2017年05月07日 - 高梁音楽祭 2017
- 2017年05月28日 - 心響 SUPER SPECIAL NIGHT！
- 2017年05月29日 - 唄 ～石垣優（やなわらばー） × まきちゃんぐ～
- 2017年06月15日 - JANUS Unplugged
- 2017年06月17日 - 「おと交遊録」VOL.2
- 2017年07月30日 - ～CRAZYMAMA KINGDOM 10周年特別企画～「矢野まき×まきちゃんぐ」
- 2017年08月23日 - 鉄ロックフェスティバル!!!  vol.201
- 2017年08月24日 - 下北沢レコード presents "sings in the Birdcage
- 2017年08月28日 - OTO NOMAD
- 2017年09月23日 - 岡山 マチノブンカサイ
- 2017年10月06日 - 山鳩の見る夢 東京公演
- 2017年10月07日 - 山鳩の見る夢 岡山公演
- 2017年10月08日 - 山鳩の見る夢 京都公演(昼夜2公演)
- 2017年10月09日 - HUG ROCK FESTIVAL 2017 体育の日
- 2017年10月22日 - such a lovely place
- 2017年10月30日 - SSW17後夜祭
- 2017年11月05日 - Musicasta ～3man live～
- 2017年11月15日 - 原宿ストロボカフェPresents 「Journel#171115」
- 2017年11月23日 - 好きな人の好きな人 - 巡業編 -
- 2017年11月24日 - 好きな人の好きな人 -巡業編-
- 2017年11月30日 - 鉄ロックフェスティバル!!! vol202
- 2017年12月12日 - 『アンコン忘年会5days 2日目』
- 2018年01月14日 - "GoodDay"～mellow&Hold～
- 2018年01月20日 - CASH BOXファミリーライブ
- 2018年02月08日 - フリージアとショコラ
- 2018年02月17日 - はなのたねまき～春待ち2018～ 京都公演
- 2018年02月18日 - はなのたねまき～春待ち2018～ 岡山公演
- 2018年03月03日 - はなのたねまき～春待ち2018～ 東京公演
- 2018年03月11日 - 「花とポップス」二周年記念イベント
- 2018年03月17日 - "Pennies from Heaven
- 2018年03月18日 - SANUKI ROCK COLOSSEUM
- 2018年03月31日 - 歌歌スピンオフ 赤坂
- 2018年04月08日 - unconditional love presents セッションライブ vol.1
- 2018年04月24日 - 心響 vol.113*
- 2018年05月03日 - HUG ROCK FESTIVAL 2018 GW*
- 2018年05月09日 - マミムメ*
- 2018年05月26日 - 横浜ブルーラインフェス 2018 ～MUSIC RIDE～*